# Araneus leai
Araneus leai este o specie de păianjeni din genul Araneus, familia Araneidae. A fost descrisă pentru prima dată de Rainbow, 1894.
Este endemică în New South Wales. Conform Catalogue of Life specia Araneus leai nu are subspecii cunoscute.